# НЛО Норвегия
НЛО Норвегия е организация занимаваща се с феномена НЛО на територията на Норвегия.

## История
Тя е основана през 1972 г. Още обаче през 1946 г. норвежката преса съобщава за „летящи ракети“, наблюдавани над Норвегия, които предизвикат паника в някои населени места. През 1950 г. малка група от заинтересовани от феномена започват проучвания и това са първите наченки на създаването на организацията.
Между 1950 и 1960 г. тази група събира много данни за НЛО и през 1970 г. успява да се формира организацията с име Нордически НЛО център (NUFOC). През 1980 г. организацията си променя името на НЛО Норвегия.